# Ols-et-Rinhodes
Ols-et-Rinhodes är en kommun i departementet Aveyron i regionen Occitanien i södra Frankrike. Kommunen ligger  i kantonen Villeneuve som ligger i arrondissementet Villefranche-de-Rouergue. År 2022 hade Ols-et-Rinhodes 168 invånare.

## Befolkningsutveckling
Antalet invånare i kommunen Ols-et-Rinhodes
Referens: INSEE